# عبد الرحمن وليد
عبد الرحمن وليد (مواليد 25 مارس 1994، لاعب كرة قدم قطري يجيد اللعب في مركز الوسط.
لعب سابقاً لأندية الجيش وأم صلال ومعيذر و العربي و الشمال .

## روابط خارجية
- عبد الرحمن وليد على موقع Soccerway.com (الإنجليزية)